# Litsea nigrescens
Espèce
Statut de conservation UICN

 EN B1+2c : En danger
Litsea nigrescens est une espèce de plantes à fleurs de la famille des Lauraceae.

## Publication originale
- Fl. Madras 1236. 1925.